# ۵۸۱ (پیش از میلاد)
۵۸۱ (پیش از میلاد) ۵۸۱مین سال قبل از تقویم میلادی است.